# Orazio Rancati
Orazio Rancati (Morbegno, 1940. március 9. – 2023. október 17.) olimpiai válogatott olasz labdarúgó, középpályás, olimpikon, edző.

## Pályafutása

### Klubcsapatban
1958 és 1961 között az Internazionale, 1961-ben a Genoa, 1961–62-ben az AC Reggiana, 1962–63-ban a Civitanovese labdarúgója volt. 1963 és 1965 között a Triestina, 1965 és 1967 között a Cesena, 1967 és 1969 között az Imola, 1969 és 1972 között a Parma csapatában szerepelt. 1972–73-ban az Asti együttesében fejezte be az aktív labdarúgást.

### A válogatottban
Tagja volt 1960-as római olimpián részt vevő válogatottnak, amellyel negyedik helyezést ért el. Az olimpiai tornán két mérkőzésen szerepelt a csapatban.

### Edzőként
1973 és 1987 között a Sondrio vezetőedzőjeként dolgozott.

## Sikerei, díjai
Olaszország
- Olimpiai játékok
  - 4.: 1960, Róma